# Brunhós
Brunhós é uma povoação portuguesa do Município de Soure que foi sede da extinta Freguesia de Brunhós, freguesia que tinha 2,33 km² de área e 180 habitantes (2011), e, por isso, uma densidade populacional de 77,3 hab/km².
A Freguesia de Brunhós foi extinta (agregada) pela reorganização administrativa de 2012/2013, tendo o seu território sido agregado ao da Freguesia de Gesteira para criar a União das Freguesias de Gesteira e Brunhós.

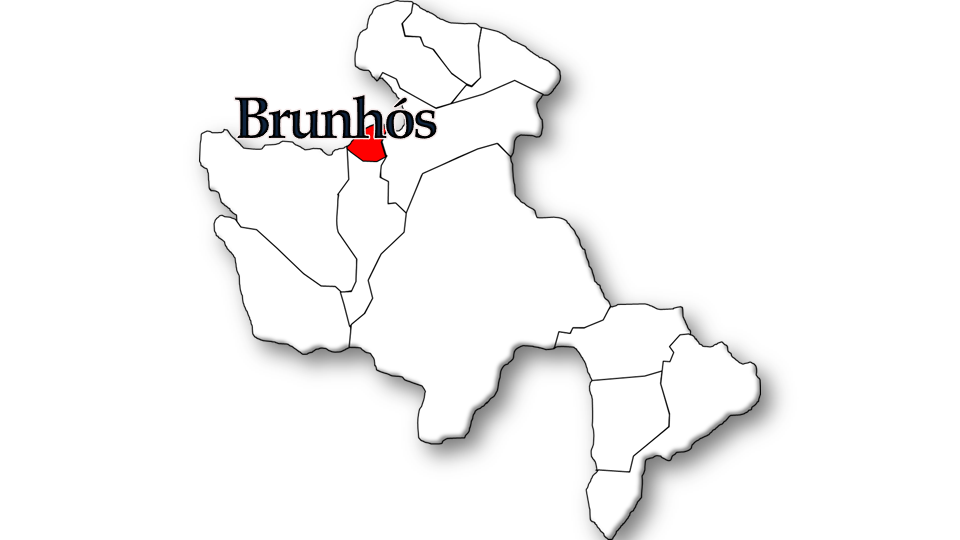
Localização no Município de Soure

## População

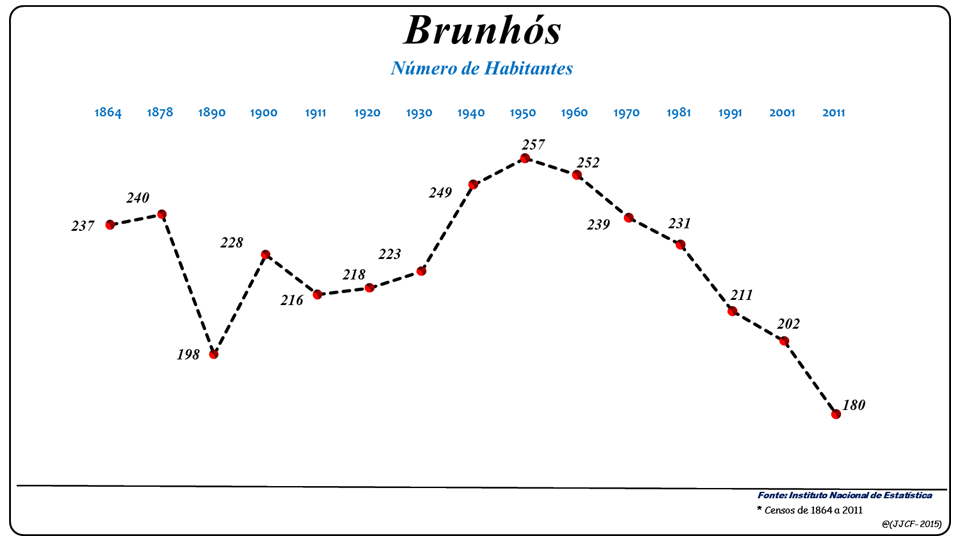
Evolução da População (1864 / 2011)

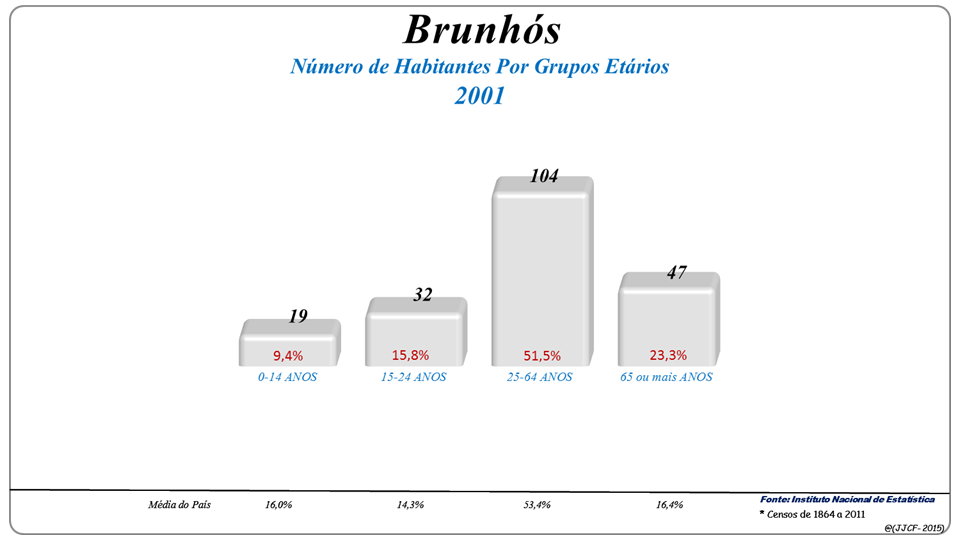
Grupos Etários (2001 e 2011)

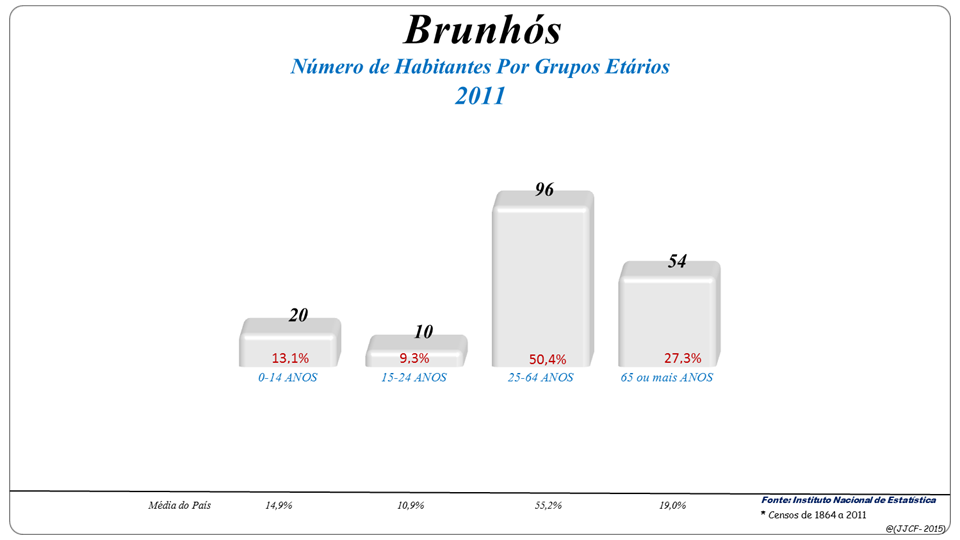
Grupos Etários (2001 e 2011)

| População da freguesia de Brunhós | População da freguesia de Brunhós | População da freguesia de Brunhós | População da freguesia de Brunhós | População da freguesia de Brunhós | População da freguesia de Brunhós | População da freguesia de Brunhós | População da freguesia de Brunhós | População da freguesia de Brunhós | População da freguesia de Brunhós | População da freguesia de Brunhós | População da freguesia de Brunhós | População da freguesia de Brunhós | População da freguesia de Brunhós | População da freguesia de Brunhós |
| --------------------------------- | --------------------------------- | --------------------------------- | --------------------------------- | --------------------------------- | --------------------------------- | --------------------------------- | --------------------------------- | --------------------------------- | --------------------------------- | --------------------------------- | --------------------------------- | --------------------------------- | --------------------------------- | --------------------------------- |
| 1864                              | 1878                              | 1890                              | 1900                              | 1911                              | 1920                              | 1930                              | 1940                              | 1950                              | 1960                              | 1970                              | 1981                              | 1991                              | 2001                              | 2011                              |
| 237                               | 240                               | 198                               | 228                               | 216                               | 218                               | 223                               | 249                               | 257                               | 252                               | 239                               | 231                               | 211                               | 202                               | 180                               |

## Património
- Igreja Paroquial de Nossa Senhora da Conceição;
- Capela de São Jorge.